# Football Club Olympique 13
Olympique 13 es un club de fútbol de Gibraltar que actualmente juega en la segunda división, la Rock Cup y en la copa de segunda.

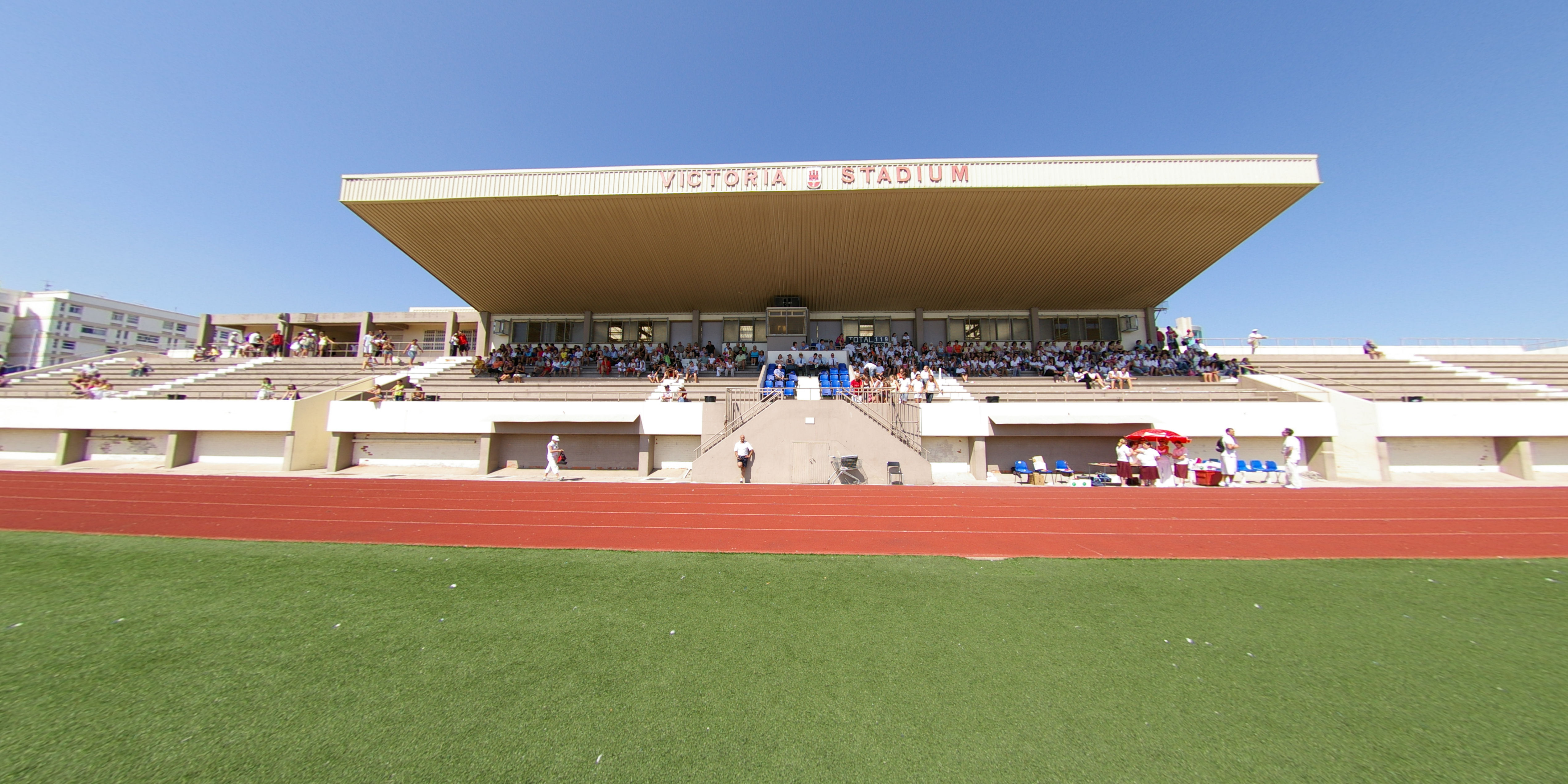
Olympic 13 comparte el Victoria Stadium con los demás equipos de Gibraltar.

## Historia
El club fue fundado en el año 2013 junto con otros clubes que nacieron atraídos por la admisión de Gibraltar en la UEFA, desde entonces el club ha disputado tres temporadas seguidas en la segunda división.
En la temporada 2013-14 el club terminó tercero a una posición de la eliminatoria de ascenso. En la Rock Cup 2014 el club alcanzó los cuartos de final donde fue eliminado por Lions Gibraltar por 7 a 0, anteriormente el club había superado la segunda ronda eliminado a Britania XI por 3 a 2, el club accedió a la segunda ronda sin jugar la primera ronda. En la copa de segunda el club fue eliminado en la primera ronda por Britania XI.
En la temporada 2014-15 el club terminó séptimo en la liga. En la Rock Cup 2015 el club fue eliminado en la primera ronda por Boca Juniors.
En la temporada 2015-16 el club terminó en la quinta posición de la liga. En la Rock Cup 2016 el club fue eliminado en la primera ronda por Red Imps F.C. En la copa de segunda 2016 el club fue eliminado en segunda ronda por Europa Point.

### Temporada 2016-17
Él se encuentra jugando en la segunda división de Gibraltar 2016-17.

## Uniforme
| Local | Visita |  |